# Ca' Rezzonico
Ca' Rezzonico è uno dei più famosi palazzi di Venezia, ubicato nel sestiere di Dorsoduro e affacciato sul Canal Grande tra Palazzo Contarini Michiel e Palazzo Bernardo Nani, poco distante da Ca' Foscari.

## Storia
Fu progettato da Baldassarre Longhena a partire dal 1649, su incarico della nobile famiglia Bon. Il cantiere venne aperto solo nel 1667 con l'abbattimento degli edifici preesistenti. A causa delle difficoltà economiche dei committenti e della morte del Longhena nel 1682 la costruzione venne abbandonata. Rimase solo la facciata nobile verso il Canal Grande e un primo piano coperto da travi in legno.

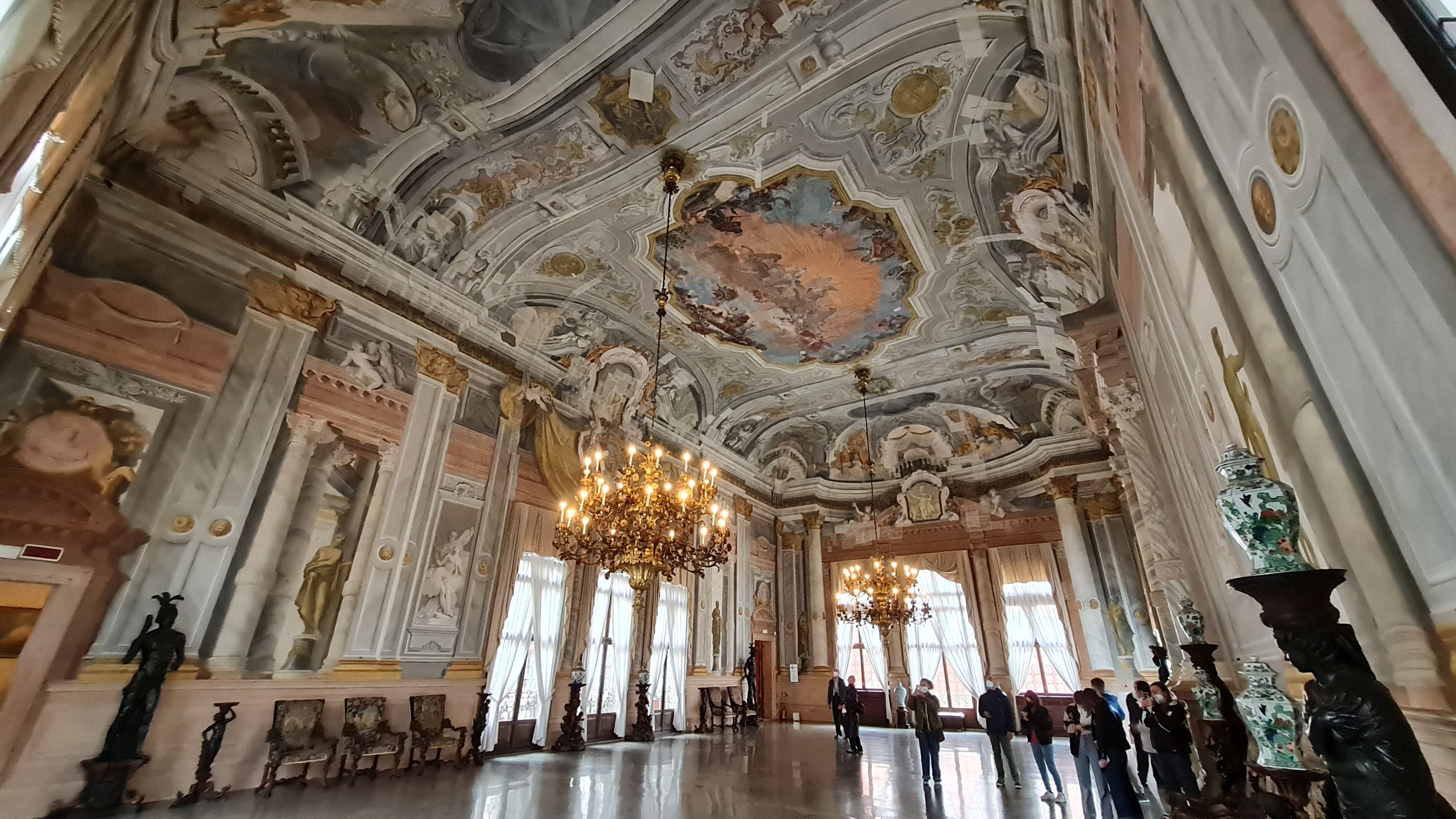
Ca' Rezzonico - Salone da ballo

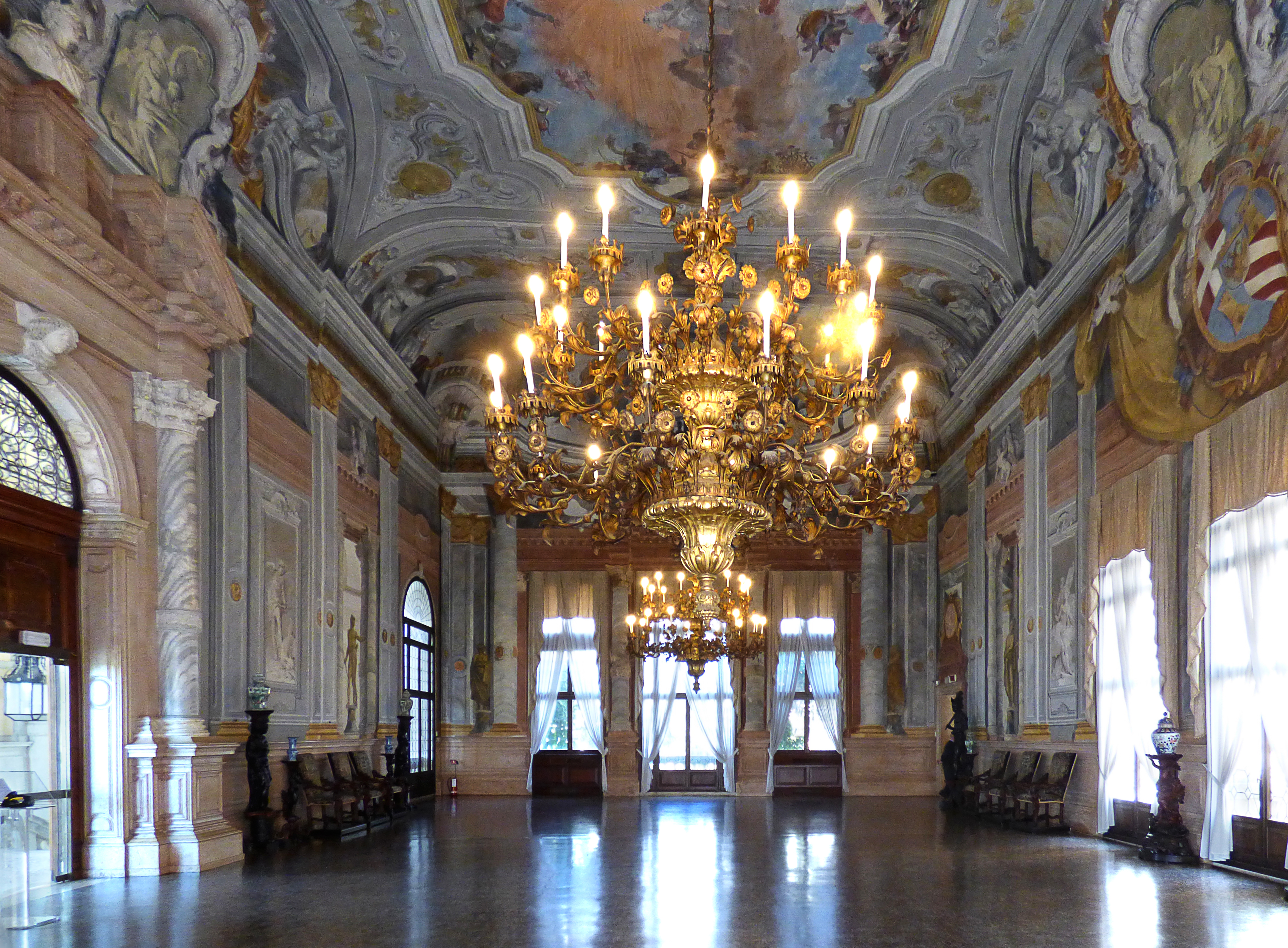

Nel frattempo una famiglia originaria del borgo di Rezzonico, sul lago di Como, i Della Torre-Rezzonico, si era stabilita a Venezia e ne aveva ottenuto l'ammissione al patriziato nel 1687. Fu proprio un Rezzonico, Giambattista, che nel 1751 comprò il palazzo. Affidò il completamento dell'opera a Giorgio Massari, che nel 1752 aveva ultimato il secondo piano e riuscì a chiudere il cantiere nel 1758, realizzando nel 1756 alcune opere di completamento e di abbellimento del retro del palazzo: furono costruiti il magnifico scalone d'onore, la scalinata d'acqua, l'atrio monumentale, l'imponente salone da ballo (costruito eliminando il solaio) e fu ultimata la decorazione della facciata sul Canal Grande..
Nel complesso Massari non intervenne sul progetto originario, che non fu quindi alterato, al contrario di quanto fece Antonio Gaspari su Ca' Pesaro, altro progetto longheniano rimasto incompiuto dopo la morte del progettista. Unica sostanziale modifica operata dal nuovo architetto riguardò la sala da ballo, le cui dimensioni furono ampliate. I dipinti sono di Giambattista Crosato, Pietro Visconti, Giambattista Tiepolo, il giovane Jacopo Guarana e Gaspare Diziani.
Il palazzo fu finito giusto due anni prima dell'elezione a papa di Carlo Rezzonico, fratello del Giambattista, col nome di Clemente XIII. La famiglia si estinse nel 1810. Dall'autunno del 1847 al 1848, fu residenza di Carlo Maria Isidoro di Borbone-Spagna, protetto dal governo austriaco.
Ca' Rezzonico subì quindi varie cessioni, durante le quali venne spogliata dell'arredo. Nel 1888 fu acquistata per 250.000 lire da Robert Barrett Browning, figlio degli scrittori inglesi Robert Browning ed Elizabeth Barrett Browning, che la restaurò grazie al sostegno finanziario della moglie, la statunitense Fannie Coddington. Il padre Robert, che ne aveva finanziato l'acquisto, vi morì, nell'appartamento del mezzanino, il 12 dicembre 1889.
Nel 1906 Robert Barrett Browning, ignorando un'offerta fattagli dall'imperatore Guglielmo II di Germania, vendette il palazzo al conte e deputato Lionello Hierschel de Minerbi, che nel 1935 lo cedette al Comune di Venezia. Il compositore americano Cole Porter vi abitò dal 1926 al 1927, dopo il soggiorno parigino.
Dal 1936 è diventata sede del Museo del Settecento Veneziano che, oltre a ricostruzioni di ambienti con mobili e suppellettili dell'epoca, ospita importanti opere pittoriche del Canaletto, Francesco Guardi, Pietro Longhi, Tintoretto, nonché dei Tiepolo e numerosi bozzetti in terracotta di Giovanni Maria Morlaiter. Nel primo decennio del XXI secolo all'interno della Ca' Rezzonico sono state collocate la Pinacoteca Egidio Martini e la Collezione Mestrovich.

## Descrizione
Soggetta alle critiche di numerosi cultori d'arte veneziana, primo fra tutti John Ruskin, la facciata si distingue per le sue dimensioni e per la sua monumentalità. È divisa in tre importanti fasce orizzontali: il piano terra, arricchito da decorazioni in bugnato e da un portale d'acqua a tre fori con architrave e due piani nobili, caratterizzati da colonne e da finestre a tutto sesto con testa in chiave. Ogni piano si conclude con colonne binate. Il mezzanino sottotetto è caratterizzato da monofore ovali, nascoste nell'articolato disegno della facciata.
La pianta del palazzo è quanto mai complessa: presenta un ampio salone da ballo, che occupa in altezza due piani, collegato al pianterreno tramite un maestoso scalone monumentale. A parte questa straordinaria eccezione, il Palazzo si organizza secondo una pianta tradizionale: presenta al centro un ampio portego che si affaccia sia sul Canal Grande che sulla corte centrale; sui due lati si sviluppano sale di minori dimensioni.

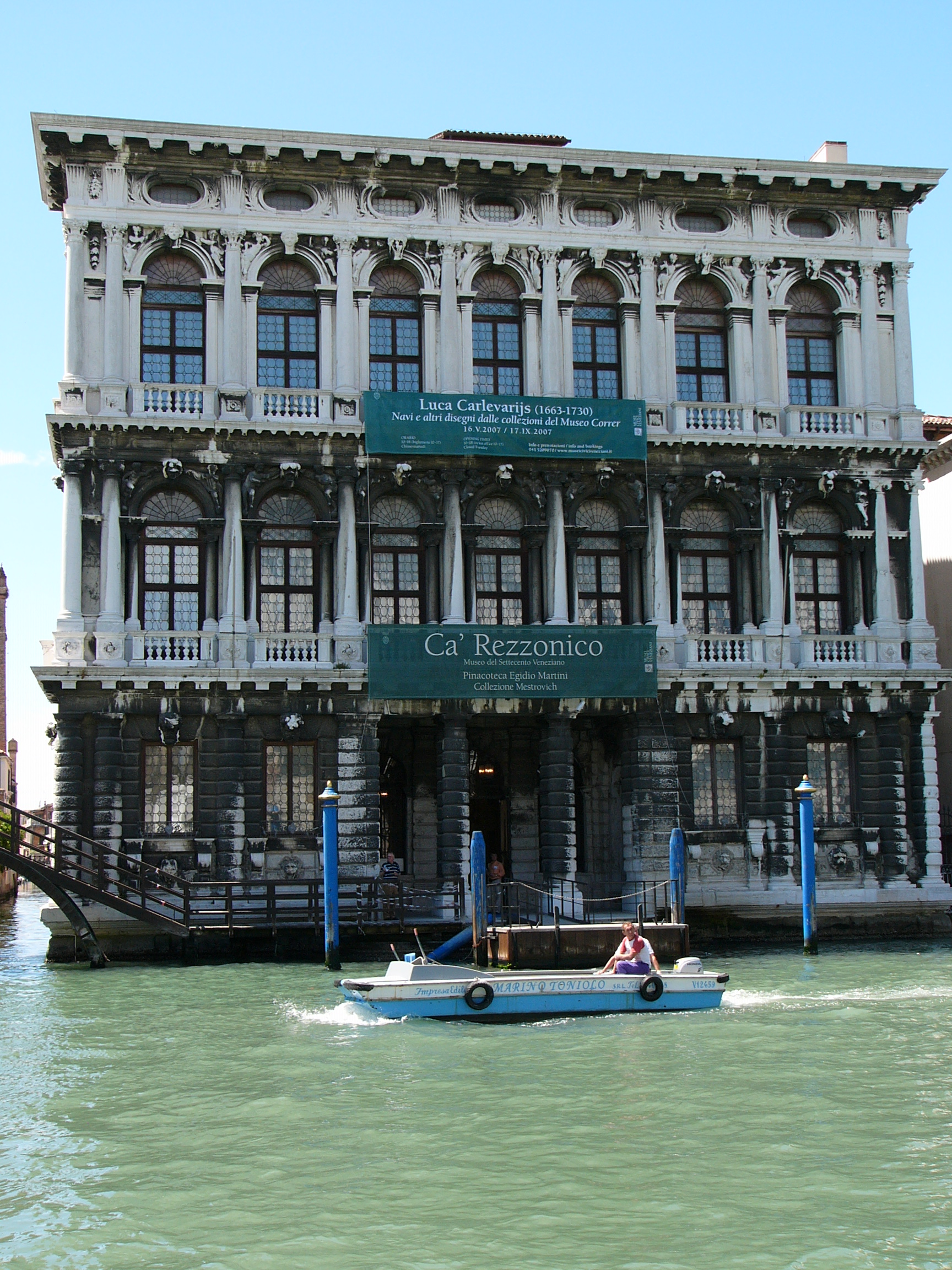
La facciata prima del restauro
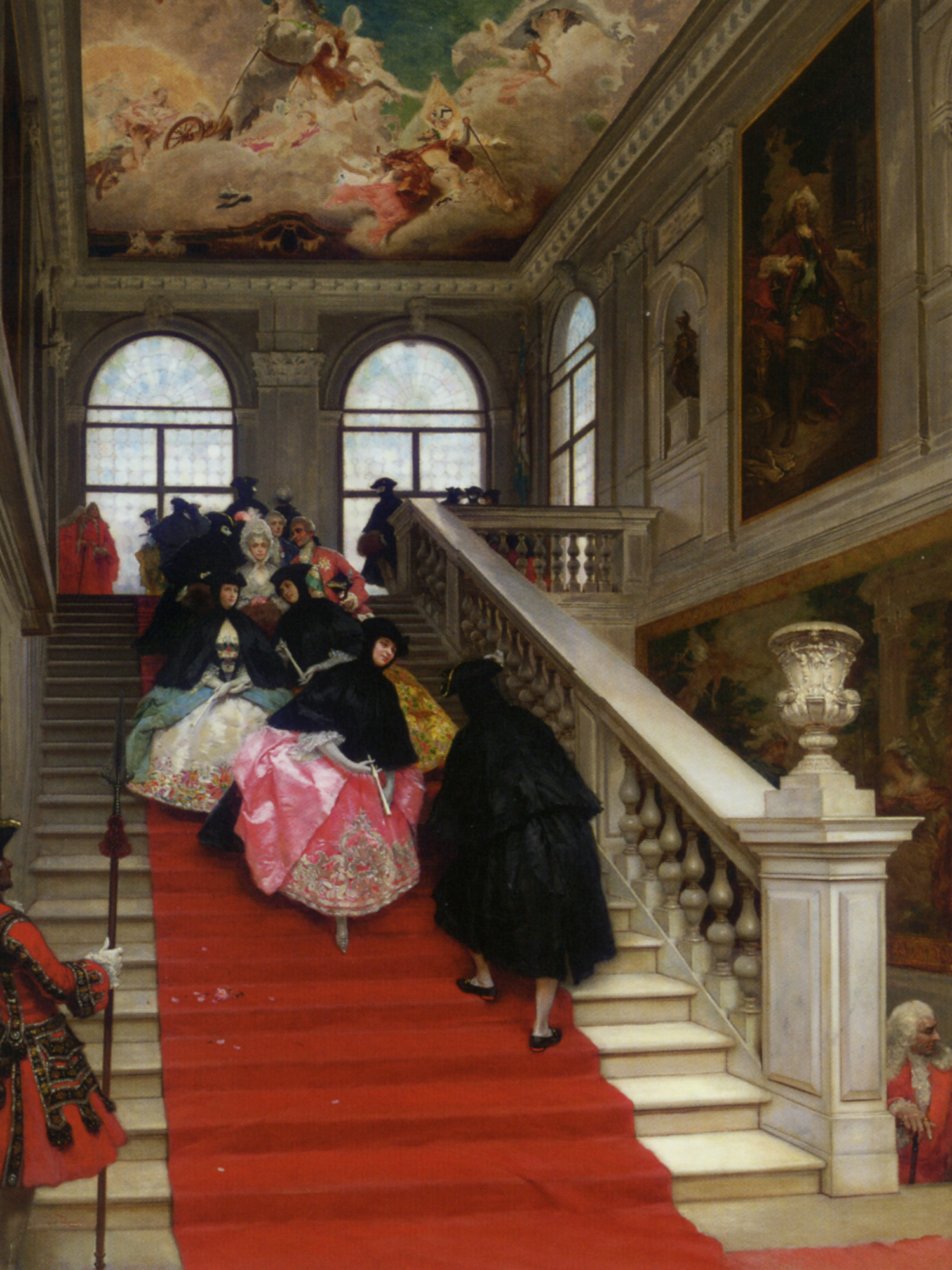
Lo scalone monumentale
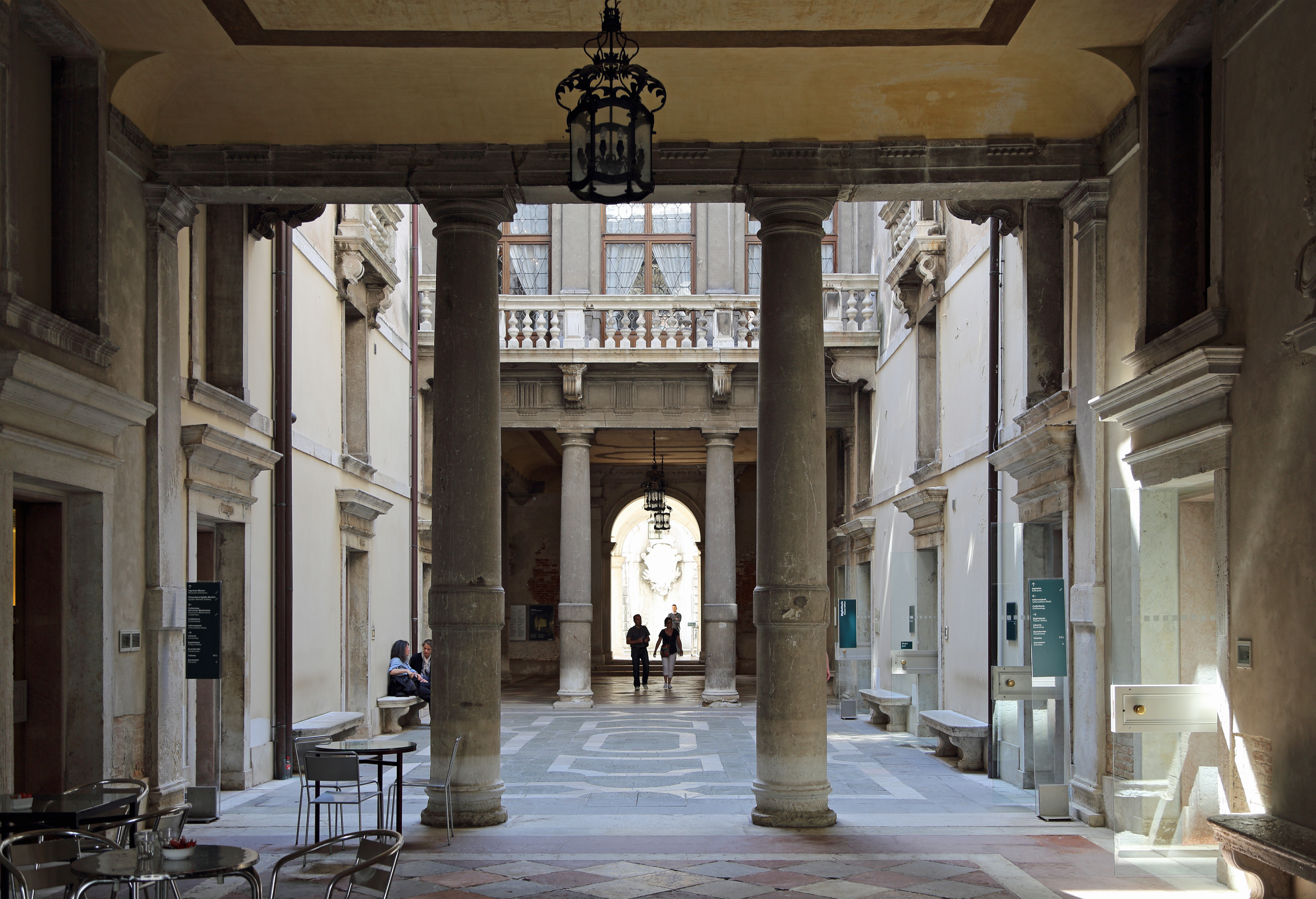
Il cortile interno
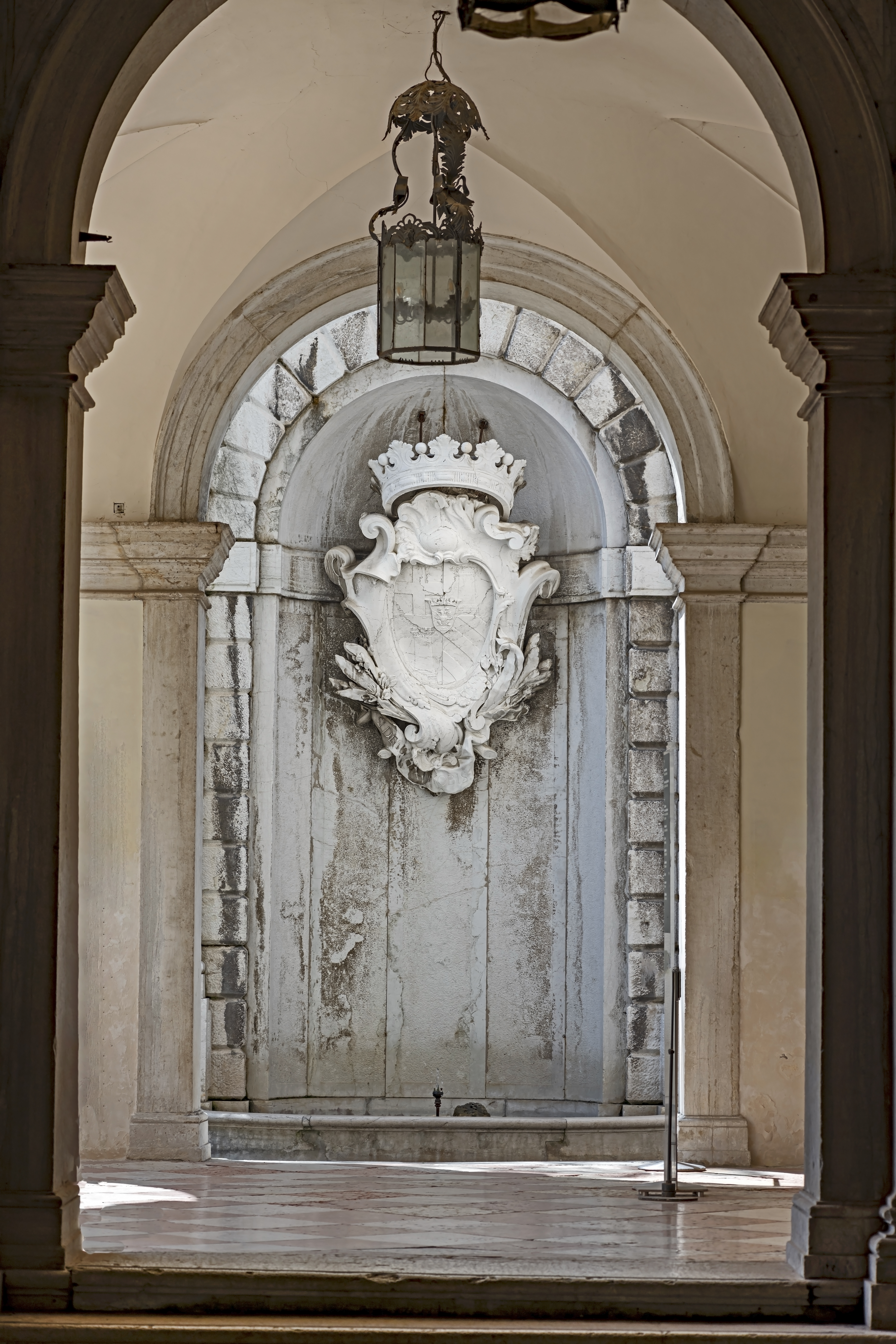
Fontana e stemma della famiglia Rezzonico
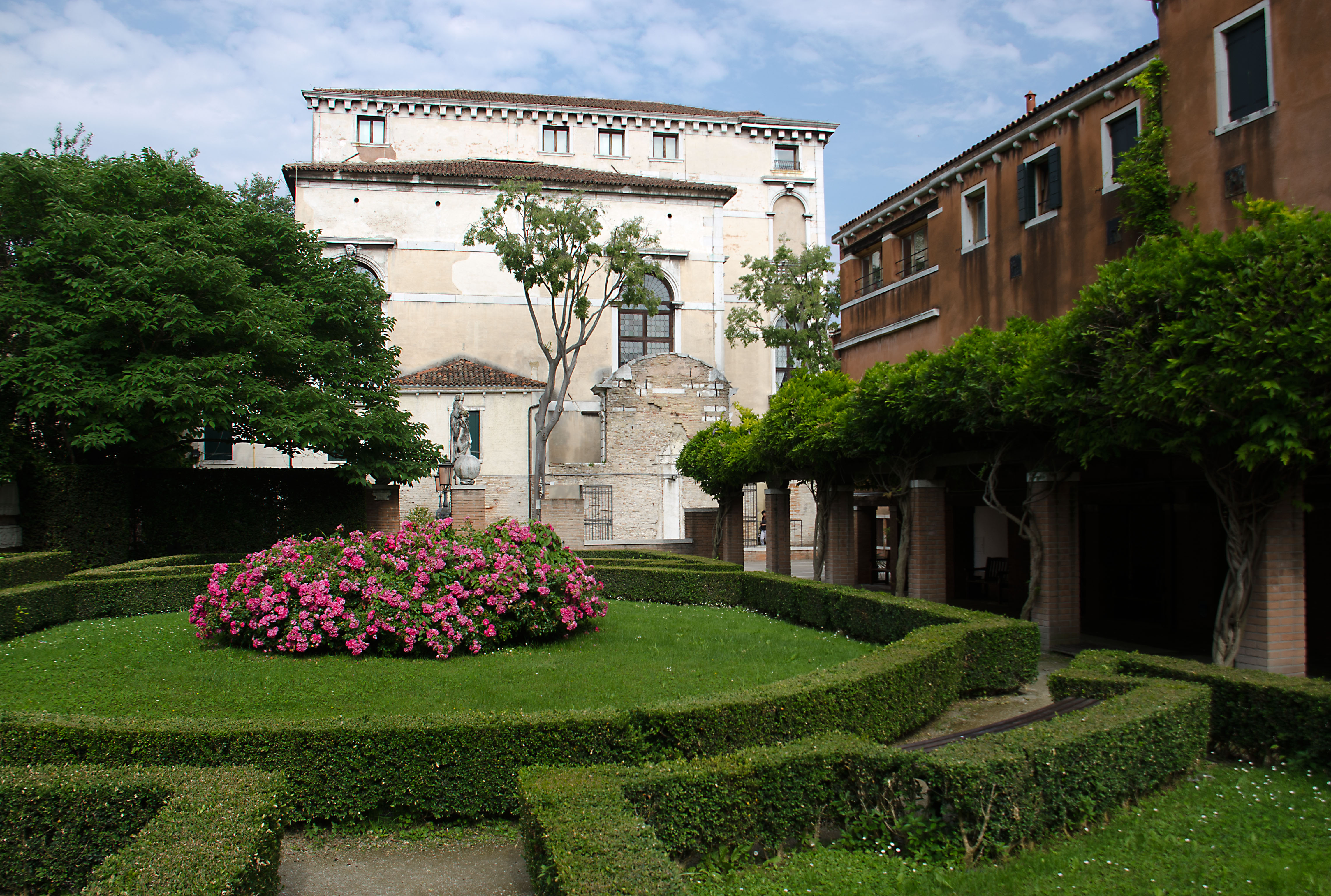
Il giardino

## Museo del Settecento veneziano
L'edificio venne aperto al pubblico dopo un intervento di restauro: era il 25 aprile 1936. I curatori dell'allestimento furono Nino Barbantini e Giulio Lorenzetti, che vollero disporre le opere in modo naturale, quasi come se facenti parte dell'arredamento. Ivi furono concentrate le opere settecentesche di proprietà dei Musei civici di Venezia. A esse furono aggiunte opere provenienti da edifici di proprietà civica e opere acquistate per l'occasione sul mercato antiquario.

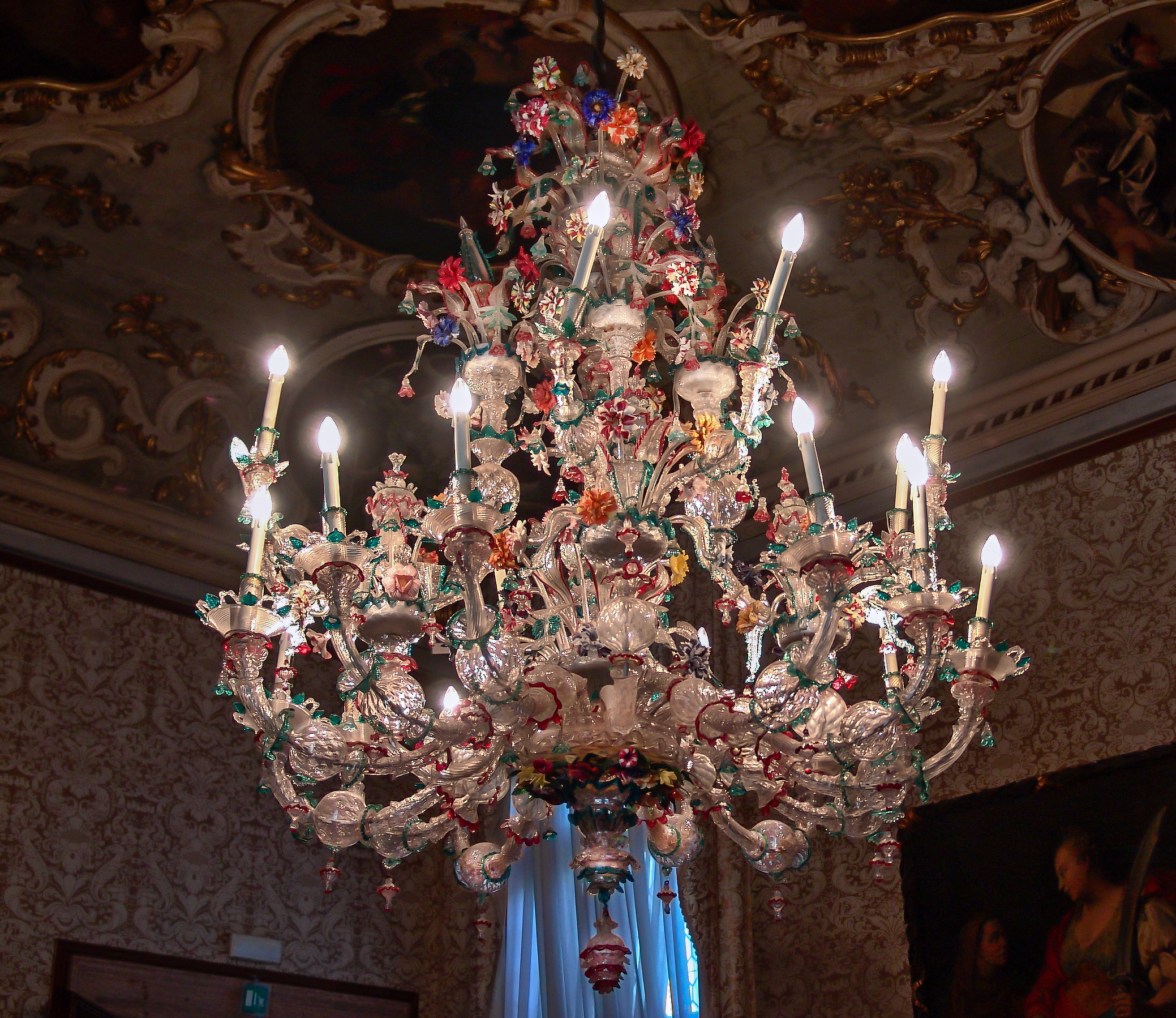
Lampadario in vetro di Murano
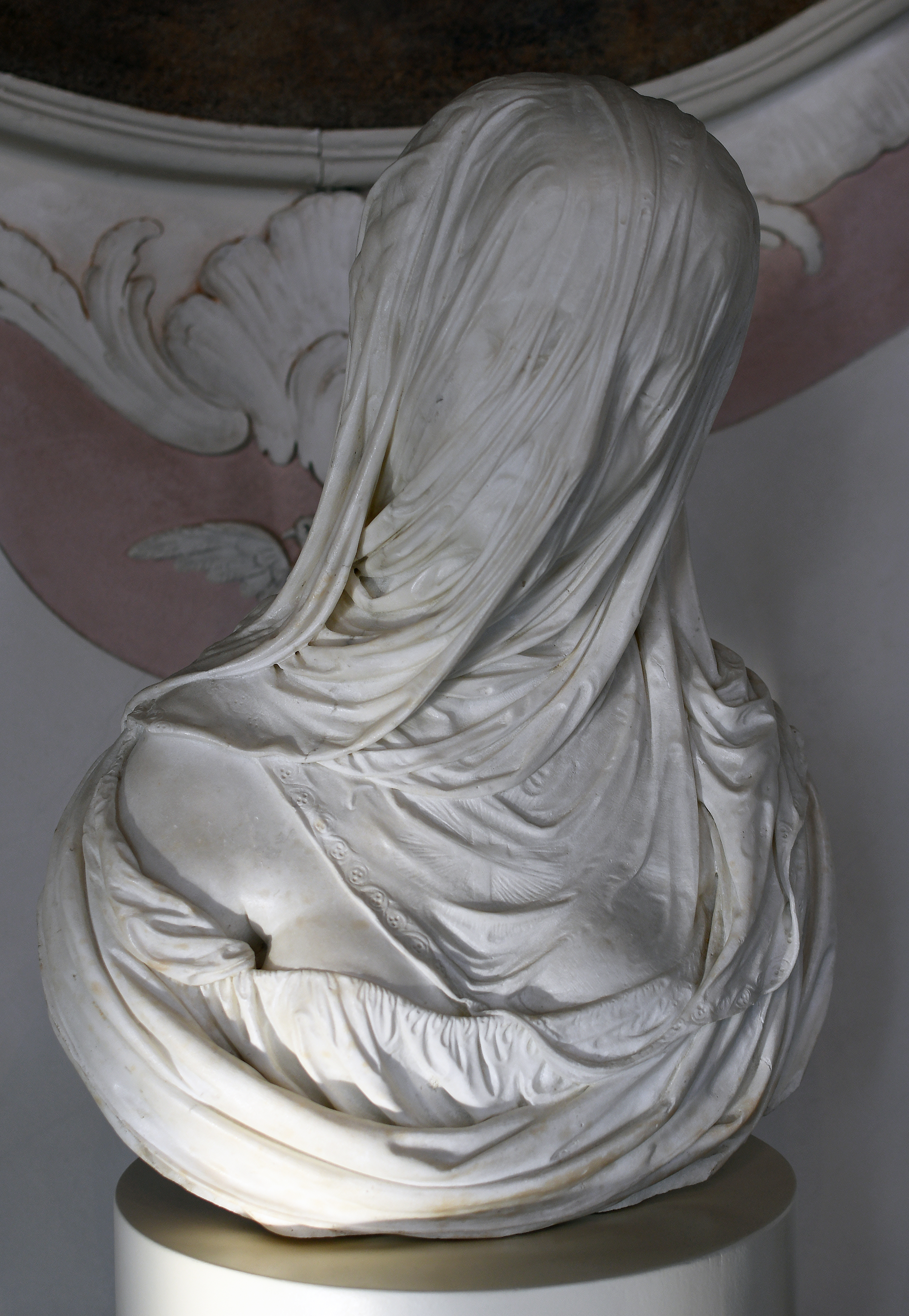
Antonio Corradini, Dama velata
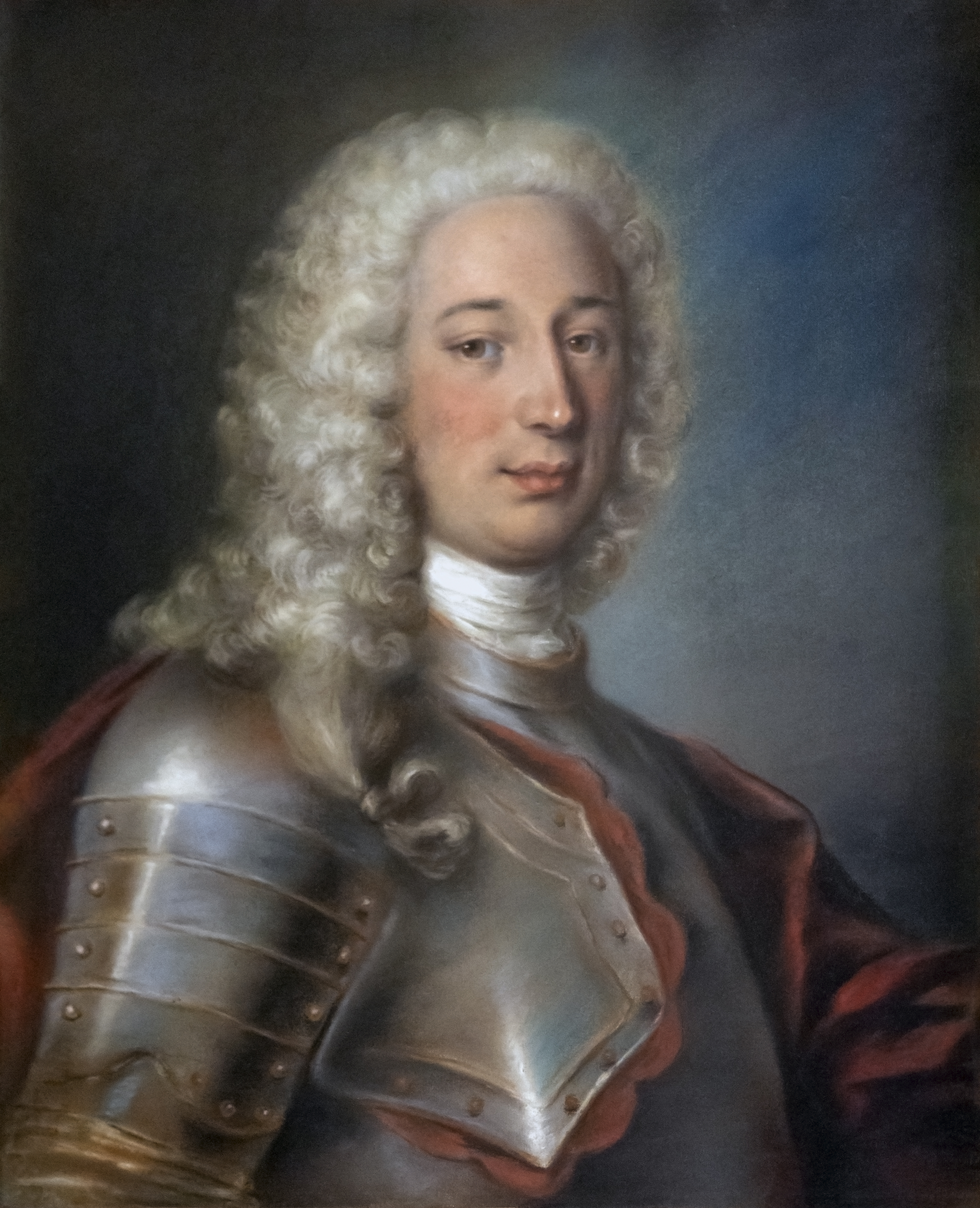
Marianna Carlevaris, Gerolamo Maria Balbi
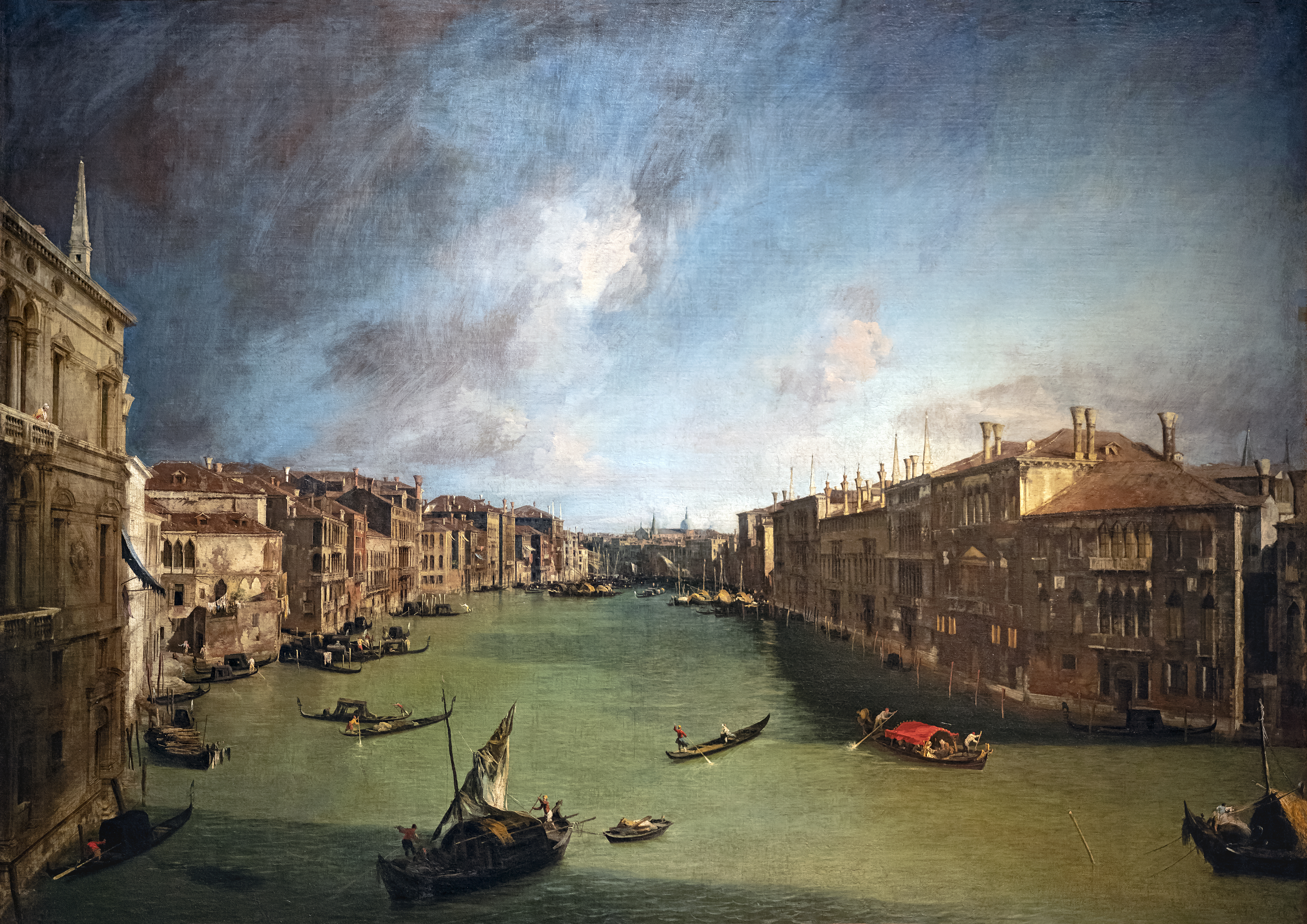
Canaletto, Canal Grande da Palazzo Balbi a Rialto, ca. 1722